# Іванка Райнова
Іванка Богомилова Райнова (народ. 16 жовтня 1959, Софія, Болгарія) — болгарська філософка, письменниця, перекладачка і феміністка. Професорка сучасної філософії Інституту дослідження суспільства і знань при Болгарській академії наук і директорка Інституту аксиологічних досліджень у Відні. Доктор філософських наук.

## Біографія
Дочка болгарського письменника Богомила Райнова. Середню освіту здобула у Парижі, після чого у Сорбоннському університеті почала вивчати німецьку філологію, однак невдовзі переїхала у Берлін і зосередилася на вивченні західної філософії в Університеті імені Гумбольдта. З 1979 року навчалась у Софійському університеті й у 1984 році отримала ступені магістра в області філософії та французький філології.